# Engerettung
Engerettung bezeichnet das Finden, Aufsuchen, Versorgen und Evakuieren von Personen aus Bereichen, die sich durch eine feste bauliche Umfassung sowie einen stark reduzierten oder ausgeschlossenen Luftaustausch auszeichnen. Enge in diesem Sinne sind beispielsweise Silos, Schächte, Tanks, Verschalungen im Hoch- und Tiefbau, Kanalbau und -unterhaltung.
Die Gefahren für Betroffene und Retter bei der Engerettung zeichnen sich aus durch Absturz aus großer Höhe, giftige und/oder explosionsfähige Umgebungsluft sowie eine von der Regel abweichende Sauerstoffkonzentration. Hiergegen können sich Retter durch umluftunabhängigen Atemschutz, Absturzsicherung und Maßnahmen der Höhenrettung schützen.
Die Durchführung der Engerettung obliegt in Deutschland per Gesetz sowohl den Betreibern derartiger Anlagen (z. B. Abwasserunterhaltungsbetriebe, geregelt in der Berufsgenossenschaftlichen Richtlinie Berufsgenossenschaftliche Regeln (BGR 117)), sowie den grundsätzlich für allgemeine Hilfe zuständigen kommunalen Feuerwehren. Engerettung ist für die eingesetzten Retter extrem gefährlich. US-amerikanischen Studien zufolge sterben im Verhältnis mehr Einsatzkräfte pro Engerettung als z. B. bei Wohnhausbränden.
Anders als im angelsächsischen Raum – hier ist Engerettung als „confined space rescue“ fester Bestandteil des Arbeitsschutzes und der organisierten öffentlichen Gefahrenabwehr – tritt Engerettung als eigene Disziplin in Deutschland bisher nur bei einigen wenigen Spezialeinheiten der öffentlichen Gefahrenabwehr als Teil eines spezialisierten Fachdienstes in Erscheinung. Die Gründe hierfür sind zweifelhaft, könnten aber darin liegen, dass eine regelrechte Engerettung sehr aufwändig ist und das eingesetzte Personal einen extrem hohen Ausbildungs- und Trainingsstandard haben muss. Zudem gibt es wenige Bildungseinrichtungen im deutschsprachigen Raum, die Einsatzkräfte für die Engerettung seriös und umfassend ausbildet.